# The Red Light
『The Red Light』（ザ・レッド・ライト）は、KinKi Kidsの38枚目のシングル。2017年7月12日に発売。発売元はジャニーズ・エンタテイメント。

## 解説
20周年イヤー第3弾シングル。前作同様、初回盤A・初回盤B・通常盤の3形態で発売され、先着購入者特典としてそれぞれの形態ごとにクリアファイルが配布された。初回盤A・BにはDVDが同封されており、初回盤AのDVDには『The Red Light』のミュージックビデオとメイキングが、初回盤BのDVDには2017年5月31日に行われた『MTV Unplugged:KinKi Kids』開演前のKinKi Kidsのインタビューやリハーサルの風景などがそれぞれ収録されている。また通常盤は、2017年7月15日・16日に横浜スタジアムにて行われたKinKi Kids デビュー20周年記念イベント『KinKi Kids Party!〜ありがとう20年〜』 開催の際に、「横浜スタジアム 限定ジャケット」としてジャケット写真が変更されたアナザージャケット盤が、イベントのグッズ売り場にて発売された。
久保田利伸は2003年に発売された『永遠のBLOODS』のカップリング曲「Funky Party」の作曲を担当しており、KinKi Kidsとはおよそ14年ぶりにタッグを組むことになる。
また、KinKi Kidsが2017年の元旦に行ったコンサート『We are KinKi Kids Dome Concert 2016-2017 TSUYOSHI & YOU & KOICHI』のDVD&Blu-rayが同時発売された。

## チャート成績
2017年7月24日付のオリコンチャートで初週20.0万枚を売り上げ、初登場1位を獲得した。これによりシングル1位獲得連続年数を21年連続（1997年度 - 2017年度）に更新。これまでタイ記録で並んでいたB’zの20年連続（1990年度 - 2009年度）を上回り、アーティスト歴代単独1位記録を更新した。
シングル週間1位獲得数は1997年に発売したデビューシングル『硝子の少年』から38作連続・通算38作目の首位となり、自身が持つ「デビューからのシングル連続首位獲得作品数」の歴代1位の記録を更新した。
KinKi Kidsのシングルが初週20万枚を越えたのは2006年11月29日に発売された24枚目のシングル『Harmony of December』以来、約10年ぶりとなった。

## 収録曲

### 初回盤A

#### CD
1. The Red Light
（作詞：久保田利伸・森大輔 / 作曲：久保田利伸 / 編曲：森大輔）
堂本剛・堂本光一出演の[16]リブートのジュエリーブランド『Bijoude』CMソング。
提供した久保田利伸は「デビューして20年経過したKinKi Kidsにこんな楽曲を歌って欲しい、作曲途中に二人の歌っている姿が見えた」とコメントしている[9]。
振付は、YOSHIEが担当した[17]。
出版社：ブライト・ノート・ミュージック
2. The Red Light - Backing Track -

#### DVD
1. ｢The Red Light｣ - Music Clip & Making -（約13分収録[18]）

### 初回盤B

#### CD
1. The Red Light
2. 僕だけの椅子
（作詞・作曲・編曲：井手コウジ）
出版社：ブライト・ノート・ミュージック

#### DVD
1. Behind the Scenes -MTV Unplugged:KinKi Kids-（約12分収録[18]）

### 通常盤
1. The Red Light
2. Shiny
（作詞・作曲：堂島孝平 / 編曲：CHOKKAKU / コーラスアレンジ：佐々木久美）
出版社：ブライト・ノート・ミュージック
3. Million Secrets Of Love
（作詞：井手コウジ / 作曲：invisible manners / 編曲：井手コウジ）
出版社：ブライト・ノート・ミュージック

## 参加ミュージシャン
- The Red Light
  - 大西雄介（Guitar）、久保田利伸（Chorus）
- 僕だけの椅子
  - 横瀬卓哉（Drums）、ヤマサキ ダイスケ〔Hamber〕（Saxophone）、DEL & AMI（Chorus）

## 収録アルバム
The Red Light
- The BEST
- O album

## 映像作品
The Red Light
- KinKi Kids Concert Tour 2019-2020 ThanKs 2 YOU